# The Sims 3: Kariera
The Sims 3: Kariera (ang. The Sims 3: Ambitions) – drugi dodatek do gry komputerowej The Sims 3 przeznaczony na platformę PC. Dodatek pozwala na podjęcie przez Sima aktywnej pracy (profesji), pracę w formie samozatrudnienia i rozwijanie kilku nowych umiejętności.